# Mordano
Mordano é uma comuna italiana da região da Emília-Romanha, província de Bolonha, com cerca de 4.248 habitantes. Estende-se por uma área de 21 km², tendo uma densidade populacional de 202 hab/km². Faz fronteira com Bagnara di Romagna (RA), Imola, Lugo (RA), Massa Lombarda (RA).

## Demografia
| Variação demográfica do município entre 1861 e 2011                               |
|                                                                                   |
| Fonte: Istituto Nazionale di Statistica (ISTAT) - Elaboração gráfica da Wikipedia |